# Joseph Yobo
Joseph Ikpo Yobo (ur. 6 września 1980 w Kano) – nigeryjski piłkarz, reprezentant kraju. Występował na pozycji obrońcy.

## Kariera piłkarska
Został kupiony przez Everton w lipcu 2002 za milion funtów z Olympique Marsylia. Od tej pory był podstawowym zawodnikiem klubu. W 2010 został wypożyczony do Fenerbahçe SK.
Na Mistrzostwach Świata 2002 występował we wszystkich trzech meczach w reprezentacji Nigerii. W czasie rozgrywek o Puchar Narodów Afryki w 2006 w meczach grupowych od zawieszonego Jay-Jay Okochy przejął opaskę kapitana zespołu.
W reprezentacji Nigerii od 2001 roku rozegrał 23 mecze i strzelił 1 gola – start w MŚ 2002 (runda grupowa) oraz w Pucharze Narodów Afryki 2006. Reprezentował również kraj na mundialu w 2010 r. Po turnieju został kapitanem reprezentacji, gdy ówczesny kapitan Nwankwo Kanu zakończył karierę. W następnym, dużym turnieju – Pucharze narodów Afryki w 2013 r był graczem rezerwowym, a Nigeria zdobyła mistrzostwo kontynentu. Zawodnik znalazł się również w składzie na Mistrzostwa Świata 2014. Tam drużyna "Super Orłów" pierwszy raz od 1998 r. awansowała do 1/8 finału, gdzie uległa Francji 0:2. Mecz był dla Yobo pechowy, gdyż strzelił samobójczą bramkę w 91. minucie meczu, ustalając wynik i zaprzepaszczając szansę drużyny na wyrównanie. Po meczu zakończył karierę w reprezentacji. Ogółem zaliczył 101 występów w drużynie narodowej zdobywając 7 goli. Jest tym samym rekordzistą pod względem liczby występów w historii ekipy Nigerii.

## Odznaczenia
- 2011  Członek Orderu Nigru[1]